# 니시다 아키히사
니시다 아키히사(일본어: 西田 明央, 1992년 4월 28일 ~ )는 일본의 프로 야구 선수이며, 현재 센트럴 리그인 도쿄 야쿠르트 스왈로스의 소속 선수(포수)이다. 교토부 교토시 출신이다.

## 인물

### 프로 입단 전
초등학교 1학년 때 ‘후시미 모모야마 클럽’이라는 교토의 소년 야구팀에서 투수로서 야구를 시작했고 후시미 중학교 시절에는 ‘교토 파이터스’에 소속됐는데 주로 포수로 활약했다.
이후에는 홋카이도 오타루시에 소재한 호쿠쇼 고등학교에 진학하여 1학년 봄부터는 장타력이 기대되면서 포수 이외의 포지션(2루수, 3루수, 외야수)으로 출전했다. 2학년 가을에는 새 팀의 주장으로서 포지션인 포수로 되돌아왔다. 타순은 3번 타자로 고정돼 승부에 강한 타격으로 9경기에서 무려 9타점을 기록하는 등 홋카이도 대회 우승에 큰 기여를 했다. 가을에만 14개의 홈런을 기록했고 팀의 에이스인 마타노 도모야를 곁에서 지원하여 춘계·하계 연속으로 고시엔 대회 진출을 이뤘다.
2010년 프로 야구 드래프트 회의에서 도쿄 야쿠르트 스왈로스로부터 3순위 지명을 받았고 마타노도 야쿠르트에 4순위로 지명돼 홋카이도의 같은 고등학교에서 두 명이 지명된 것은 사상 처음이다.

### 프로 입단 후
2011년과 2012년에는 주로 2군에서 활약했고 2013년 5월 20일 도호쿠 라쿠텐 골든이글스전에서 1군에서의 첫 출전을 이뤘다. 9월 12일 히로시마 도요 카프전에서 데뷔 첫 선발 마스크를 착용했다. 또 2군에서는 팀 동료 아라키 다카히로에 이어 리그 2위에 해당되는 타율 3할 3푼 1리를 기록했다.
2014년 9월 24일 히로시마전에서 데뷔 첫 홈런을 포함한 3안타 4타점을 기록해 신인이자 같은 홋카이도 고등학교 출신이던 투수 스기우라 도시히로의 프로 첫 승리를 어시스트함과 동시에 자신도 선발 포수로서 첫 승을 올렸다. 또한 1년 위인 스기우라와는 고등학교 시절 연습 경기에서 맞붙은 경험이 있다.
2016년에는 하타케야마 가즈히로가 왼쪽 유구골 골절상으로 인해 팀 전력에서 이탈한 것과 나카무라 유헤이를 주전 포수로 기용하는 등의 팀내 사정으로 1루수로서 출전하는 일도 있었지만 타격력을 인정받아 주전 포수로서 출전하는 기회가 많아졌다.

## 플레이 스타일
멀리 던지기 110m를 기록할 정도의 강한 어깨를 가졌고 2루로의 송구는 1.8초를 기록했다. 고등학교 시절 통산 34홈런을 남겼다.

## 상세 정보

### 출신 학교
- 호쿠쇼 고등학교

### 선수 경력
- 도쿄 야쿠르트 스왈로스(2011년 ~ )

### 개인 기록
- 첫 출장 : 2013년 5월 20일, 대 도호쿠 라쿠텐 골든이글스 2차전(일본제지 클리넥스 스타디움 미야기), 8회말에 포수로 출장
- 첫 선발 출장 : 2013년 9월 12일, 대 히로시마 도요 카프 22차전(메이지 진구 야구장), 8번·포수로 선발 출장
- 첫 타석 : 상동, 2회말에 노무라 유스케로부터 헛스윙 삼진
- 첫 안타 : 2013년 9월 17일, 대 요코하마 DeNA 베이스타스 20차전(요코하마 스타디움), 4회초에 가가미 기쇼로부터 좌전 안타
- 첫 홈런·첫 타점 : 2014년 9월 24일, 대 히로시마 도요 카프 20차전(메이지 진구 야구장), 6회말에 시노다 준페이로부터 좌월 솔로

### 등번호
- 30(2011년 ~ )

### 연도별 타격 성적
| 연 도      | 소 속      | 경 기 | 타 석 | 타 수 | 득 점 | 안 타 | 2 루 타 | 3 루 타 | 홈 런 | 루 타 | 타 점 | 도 루 | 도 루 자 | 희 생 번 | 희 생 플 | 볼 넷 | 고 4 | 사 구 | 삼 진 | 병 살 타 | 타 율 | 출 루 율 | 장 타 율 | O P S |
| ---------- | ---------- | ----- | ----- | ----- | ----- | ----- | ------- | ------- | ----- | ----- | ----- | ----- | -------- | -------- | -------- | ----- | ---- | ----- | ----- | -------- | ----- | -------- | -------- | ----- |
| 2013년     | 야쿠르트   | 5     | 8     | 8     | 1     | 1     | 0       | 0       | 0     | 1     | 0     | 0     | 0        | 0        | 0        | 0     | 0    | 0     | 1     | 0        | .125  | .125     | .125     | .250  |
| 2014년     | 야쿠르트   | 8     | 22    | 20    | 2     | 5     | 2       | 0       | 1     | 10    | 4     | 0     | 0        | 0        | 0        | 1     | 0    | 1     | 4     | 0        | .250  | .318     | .500     | .818  |
| 2015년     | 야쿠르트   | 13    | 40    | 34    | 1     | 5     | 1       | 0       | 1     | 9     | 2     | 0     | 0        | 3        | 0        | 3     | 0    | 0     | 11    | 1        | .147  | .216     | .265     | .481  |
| 2016년     | 야쿠르트   | 74    | 245   | 222   | 29    | 54    | 16      | 1       | 7     | 93    | 25    | 0     | 0        | 4        | 0        | 18    | 2    | 1     | 39    | 5        | .243  | .303     | .419     | .722  |
| 2017년     | 야쿠르트   | 37    | 86    | 73    | 4     | 10    | 3       | 0       | 1     | 16    | 7     | 1     | 0        | 0        | 1        | 11    | 0    | 1     | 20    | 2        | .137  | .256     | .219     | .475  |
| 2018년     | 야쿠르트   | 4     | 7     | 7     | 1     | 1     | 0       | 0       | 0     | 1     | 0     | 0     | 0        | 0        | 0        | 0     | 0    | 0     | 2     | 0        | .143  | .143     | .143     | .286  |
| 2019년     | 야쿠르트   | 47    | 62    | 54    | 2     | 11    | 5       | 0       | 0     | 16    | 4     | 0     | 0        | 0        | 0        | 8     | 1    | 0     | 16    | 1        | .204  | .306     | .296     | .603  |
| 2020년     | 야쿠르트   | 69    | 215   | 190   | 20    | 44    | 5       | 0       | 7     | 70    | 20    | 0     | 1        | 1        | 1        | 20    | 2    | 3     | 48    | 4        | .232  | .313     | .368     | .682  |
| 2021년     | 야쿠르트   | 11    | 19    | 18    | 1     | 2     | 0       | 0       | 0     | 2     | 0     | 0     | 0        | 0        | 0        | 1     | 0    | 0     | 4     | 0        | .111  | .158     | .111     | .269  |
| 통산 : 9년 | 통산 : 9년 | 268   | 704   | 626   | 61    | 133   | 32      | 1       | 17    | 218   | 62    | 1     | 1        | 8        | 2        | 62    | 5    | 6     | 145   | 13       | .212  | .289     | .348     | .637  |

- 2021년 시즌 종료 기준

### 연도별 수비 성적
| 연도       | 소속       | 포수  | 포수  | 포수  | 포수  | 포수  | 포수     | 포수  | 포수      | 포수      | 포수     | 포수     | 1루   | 1루   | 1루   | 1루   | 1루   | 1루      |
| 연도       | 소속       | 경 기 | 척 살 | 보 살 | 실 책 | 병 살 | 수 비 율 | 포 일 | 도루 시도 | 도루 허용 | 도 루 자 | 저 지 율 | 경 기 | 척 살 | 보 살 | 실 책 | 병 살 | 수 비 율 |
| ---------- | ---------- | ----- | ----- | ----- | ----- | ----- | -------- | ----- | --------- | --------- | -------- | -------- | ----- | ----- | ----- | ----- | ----- | -------- |
| 2013       | 야쿠르트   | 5     | 12    | 0     | 1     | 0     | .923     | 0     | 2         | 2         | 0        | .000     | -     | -     | -     | -     | -     | -        |
| 2014       | 야쿠르트   | 6     | 48    | 5     | 0     | 1     | 1.000    | 0     | 3         | 1         | 2        | .667     | -     | -     | -     | -     | -     | -        |
| 2015       | 야쿠르트   | 11    | 80    | 12    | 0     | 3     | 1.000    | 1     | 15        | 10        | 5        | .333     | -     | -     | -     | -     | -     | -        |
| 2016       | 야쿠르트   | 56    | 269   | 31    | 4     | 4     | .987     | 2     | 43        | 29        | 14       | .326     | 21    | 141   | 11    | 0     | 12    | 1.000    |
| 2017       | 야쿠르트   | 24    | 127   | 10    | 3     | 0     | .979     | 1     | 14        | 10        | 4        | .286     | 8     | 41    | 0     | 1     | 2     | .976     |
| 2018       | 야쿠르트   | 2     | 2     | 0     | 0     | 0     | 1.000    | 0     | 0         | 0         | 0        | .----    | 1     | 8     | 0     | 0     | 2     | 1.000    |
| 2019       | 야쿠르트   | 15    | 51    | 9     | 1     | 1     | .984     | 1     | 2         | 2         | 0        | .000     | 1     | 0     | 0     | 0     | 0     | .000     |
| 2020       | 야쿠르트   | 62    | 381   | 46    | 1     | 4     | .998     | 1     | 47        | 34        | 13       | .277     | 3     | 18    | 1     | 0     | 1     | 1.000    |
| 2021       | 야쿠르트   | 2     | 6     | 0     | 0     | 0     | 1.000    | 0     |           |           |          |          | 2     | 11    | 1     | 0     | 3     | 1.000    |
| 통산 : 9년 | 통산 : 9년 | 183   | 976   | 113   | 10    | 13    | .991     | 6     | 126       | 88        | 38       | .302     | 36    | 219   | 13    | 1     | 20    | .996     |

- 2021년 시즌 종료 기준
- 굵은 글씨는 시즌 최고 성적.